# Oracle Park
Oracle Park là một sân vận động bóng chày nằm ở khu phố SoMa của San Francisco, California. Đây là sân nhà của San Francisco Giants thuộc Major League Baseball kể từ năm 2000. Trước đây có tên gọi là Pacific Bell Park, SBC Park và AT&T Park, quyền đặt tên hiện tại của sân vận động được bán cho Oracle Corporation vào năm 2019.
Sân vận động nằm dọc theo vịnh San Francisco; phần vịnh ở bên ngoài bức tường bên phải của Oracle Park được gọi một cách không chính thức là Vịnh nhỏ McCovey, để vinh danh cựu cầu thủ Giants Willie McCovey.
Oracle Park cũng tổ chức các trận đấu bóng bầu dục Mỹ chuyên nghiệp và đại học. Sân là chủ nhà của Redbox Bowl từ năm 2002 (trận đấu đầu tiên được tổ chức) đến năm 2013, một trận đấu bowl sau mùa giải hàng năm của bóng bầu dục đại học. Sân đồng thời cũng là sân nhà tạm thời của đội bóng bầu dục của Đại học California vào năm 2011. Với các câu lạc bộ bóng bầu dục Mỹ chuyên nghiệp, đây là sân nhà của San Francisco Demons thuộc XFL và California Redwoods thuộc United Football League.